# Liste des maires de Roanne
Cet article dresse une liste par ordre de mandat des maires de Roanne.

## Liste des maires
| Période           | Période           | Identité                             | Étiquette     | Qualité |
| ----------------- | ----------------- | ------------------------------------ | ------------- | --- |
| 27 mars 1781      | 15 novembre 1791  | Charles Populle                      |               | Avocat |
| 16 novembre 1791  | 5 décembre 1792   | Antoine-Marie Verne de Bachelard     |               | Avocat |
| 6 décembre 1792   | 1er novembre 1793 | François Forest                      |               | |
| 2 novembre 1793   | 29 novembre 1794  | Étienne Venin                        |               | Inspecteur des ateliers de cordonnerie |
| 30 novembre 1794  | 1er novembre 1796 | Antoine-Marie Verne de Bachelard     |               | Avocat |
| 2 novembre 1796   | 15 mars 1800      | Benoît Mivière                       |               | Bourgeois |
| 16 mars 1800      | 31 janvier 1801   | Claude-Marie Debourg Benoît Pernetty |               | Notaire Commissionnaire |
| 1er février 1801  | 26 octobre 1803   | Jean Jars                            |               | Commissionnaire par eau |
| 27 octobre 1803   | 20 août 1805      | Jacques Dubessey de Contenson        |               | Propriétaire |
| 21 août 1805      | 17 mars 1808      | Claude Dusauzey                      |               | Juge de paix |
| 18 mars 1808      | 20 décembre 1815  | François Populle                     |               | Propriétaire Député Sous-préfet |
| 21 décembre 1815  | 5 août 1817       | Jacques Dubessey de Contenson        |               | Propriétaire |
| 6 août 1817       | 2 septembre 1830  | Marc Louis de Tardy                  |               | Député |
| 3 septembre 1830  | 4 novembre 1832   | Claude Fauvel                        |               | Pharmacien |
| 5 novembre 1832   | 1er mai 1836      | Antoine Rongier                      |               | Propriétaire |
| 2 mai 1836        | 26 septembre 1845 | Marc-Antoine Gubian                  |               | Médecin Sous-préfet |
| 27 septembre 1845 | 14 mars 1848      | Claude Fauvel                        |               | Pharmacien |
| 15 mars 1848      | 22 mai 1848       | Joseph Devillaine                    |               | Banquier Industriel |
| 23 mai 1848       | 9 février 1849    | Claude Barge                         |               | Juge |
| 10 février 1849   | 8 novembre 1851   | Jacques Imbert                       |               | Chirurgien |
| 9 novembre 1851   | 27 juin 1855      | Sébastien Vial                       |               | Adjoint au maire |
| 26 juillet 1852   | 27 juin 1855      | Louis Audra-Fauvel                   |               | Négociant |
| 28 juin 1855      | 11 octobre 1860   | Jules Clerjon de Champagny           |               | Inspecteur général des haras de l'État |
| 12 octobre 1860   | 7 septembre 1870  | Charles Boullier                     |               | Négociant en fers |
| 8 septembre 1870  | 22 avril 1871     | Claude Peillon                       |               | Maître de la poste aux chevaux |
| 23 avril 1871     | 20 janvier 1874   | Alexandre Raffin                     |               | Industriel |
| 21 janvier 1874   | 20 décembre 1874  | César Massard                        |               | Industriel |
| 21 décembre 1874  | 20 septembre 1876 | André Barban                         |               | Archiviste Sous-préfet |
| 21 septembre 1876 | 9 août 1877       | Alexandre Raffin                     |               | Industriel |
| 10 août 1877      | 14 novembre 1877  | Claude Bochard                       |               | Manufacturier |
| 15 novembre 1877  | 19 mai 1888       | Alexandre Raffin                     |               | Industriel |
| 20 mai 1888       | 12 mai 1892       | Antony Auboyer                       |               | Propriétaire Ingénieur civil |
| 13 mai 1892       | 16 mai 1896       | Louis Puy                            |               | Industriel en céramique |
| 17 mai 1896       | 17 mai 1908       | Joanny Augé                          | POF puis SFIO | Artisan charron Épicier Hôtelier |
| 18 mai 1908       | 26 janvier 1911   | Auguste Micon                        | POF puis SFIO | Entrepreneur de travaux publics |
| 12 mars 1911      | 12 août 1911      | Georges Raimond                      | SFIO          | Bonnetier teinturier |
| 13 août 1911      | 11 mai 1912       | André Lagoutte                       | POF puis SFIO | Marchand de primeurs |
| 12 mai 1912       | 10 décembre 1919  | Pierre Bonnaud                       |               | Négociant |
| 11 décembre 1919  | 28 septembre 1940 | Albert Sérol                         | SFIO          | Avocat |
| 30 octobre 1940   | 22 août 1944      | Jean-Baptiste Mehler                 |               | Ingénieur chimiste (nommé par le régime de Vichy) |
| 30 septembre 1944 | 25 juillet 1952   | Auguste Dourdein                     | SFIO          | Fondé de pouvoir |
| 24 août 1952      | 22 mars 1959      | Jacques Gougenot                     | SFIO          | Agent SNCF |
| 22 mars 1959      | 19 mars 1977      | Paul Pillet                          | CD            | Administrateur de sociétés Député (1958-1967) Sénateur (1974-1983)                                                                                      |
| 20 mars 1977      | 18 mars 2001      | Jean Auroux                          | PS            | Professeur Député (1978-1993) |
| 19 mars 2001      | 16 mars 2008      | Yves Nicolin                         | DL puis UMP   | Avocat d'affaires Président de la CA Grand Roanne Agglomération (2001-2008) Député (1993-2017)                                                          |
| 21 mars 2008      | 5 avril 2014      | Laure Déroche                        | PS            | Cadre territoriale Consultante 6e vice-présidente de la CA Grand Roanne Agglomération (2008-2012) Vice-présidente de Roannais Agglomération (2013-2014) |
| 5 avril 2014,     | en cours          | Yves Nicolin                         | UMP puis LR   | Avocat d'affaires Président de Roannais Agglomération (2014-) Député (1993-2017)                                                                        |